# Hover Tank Spartan (Robotech)
El VHT-1 Spartan o simplemente Hover Tank Spartan es un vehículo de ficción de la serie de animación Robotech basado en la serie de animé original Super Dimensional Cavalry Southern Cross La particularidad de este carro de combate, al igual que otros varitech (Variable Technical) de Robotech, es poseer diferentes tipos de transformaciones: Transporte (Transport), tanque (Tank) y guerrero (Battloid). En el original japonés estos modos son Sniping Clapper, Walker Cannon y Battle Sniper respectivamente, y la designación oficial del vehículo es "ATAC-01-SCA Spartas".

## Diseño del mecha
Tanto el Hover Tank Spartan como los demás mechas que aparecen en la serie original Super Dimensional Cavalry Southern Cross, y por lo tanto, en la segunda generación de Robotech, fueron desarrollados por Hiroshi Ogawa, Hirotoshi Okura y Takashi Ono para los estudios de animación Ammonite y Tatsunoko.

## Descripción vehículo según Robotech
Como todo Mecha de Southern Cross, el tanque Veritech es mucho más pequeño que los Destroids y varitech convencionales anteriores a él. Sin embargo, solamente un tonto creería que este pequeño mecha tiene menos poder. Las súper aleaciones que componen su armadura y su tecnología a base de protocultura lo hacen tan resistente como viejo el Excaliber, y sus capacidades transformable lo convierten en una mejor unidad terrestre de asalto.
El tamaño reducido y las configuraciones transformable del tanque Veritech le dan una flexibilidad de movimiento y capacidades sin igual en comparación con mechas anteriores, con la posible excepción de la serie VF de Veritech Fighters. El Hover Tank está diseñado específicamente para el combate por tierra y urbano y se lo utiliza también para la defensa civil. Esto significa que puede maniobrar fácilmente entre las calles de una ciudad. Desemejante de otros mecha de mayor tamaño, el Hover Tank puede combatir dentro de una ciudad sin miedo a destruir edificios accidentalmente. Asimismo, puede efectuar búsquedas a altas velocidades, moverse por cualquier calle (incluso callejones) y modificar su tamaño, sistemas de armas y pasa a modo de transporte cambiando de configuración.
Los tres modos del Hover Tank son Transport, Tank y Battloid. En el modo Transport el mecha es un vehículo armado de transporte capaz de acelerar de 0 a 100 mph (kph 160.90), y atravesar fácilmente terrenos rocoso e irregulares. En este modo el mecha "flota" gracias a jets de gran poder, que lo mantienen de 3 a 10 pies (.9 m a 3 m) sobre la tierra. El arma vaina EU-11 se guarda en una cubierta especial en la parte central-frontal del tanque. En este modo sirve como único armamento del mecha.
Una transformación rápida a modo Tank (también llamado modo Guardián) transforma mecha a su configuración más mortal. El cañón principal ahora queda al descubierto y se alista para disparar sus devastadoras ráfagas de iones. También se puede utilizar su cañón secundario triple automático. El arma vaina EU-11 es guardada y no puede utilizarse en este modo. La desventaja principal del modo Tank es que posee poco movimiento. La velocidad máxima es de tan solo 8 mph (kph 12.9).
El modo Battloid proporciona todas las ventajas ya conocidas de esta forma humanoide. Como los caballeros antiguos, el Hover Tank, y el Logan Fighter, están equipados, con escudos en los brazos que son casi impenetrables. En el Hover Tank se encuentra en las cubiertas del cañón principal y del cañón triple automático. En modo battloid dos enormes unidades cubiertas que aparecen unidas a los hombros y se pueden manipular por el movimiento de los brazos. Estos escudos son tan resistentes que pueden bloquear fácilmente rayos de energía (incluyendo los de energía de partículas). Cada protector del brazo tiene dos veces más M.D.C que el cuerpo principal.
Las desventajas del modo battloid son su velocidad reducida y la disponibilidad inmediata de solamente un arma, la EU-11. El cañón principal puede ser extraído fuera de su escudos en los brazos y usarlo para disparar. Es el único modo donde es posible el combate cuerpo a cuerpo. No hay otros ataques o acciones agresivas posibles sin importar cuántos ataques de melee pudieran normalmente estar disponibles.
Un nuevo desarrollo en la armadura es una cerámica resistente al láser que se utiliza para cubrir todo el mecha, así como las muchas armaduras de batalla. Con estos compuestos, se reduce a la mitad el daño ocasionado por armas de láser. Esto no incluye ningún otro tipo ataques de armas de energía como rayos de partícula o ráfagas de ion. Ni defensas contra los explosivos.

## Juguetes y figuras
Existen dos versiones de esta figura. La primera fue lanzada por la empresa Matchbox a mediados de la década de los ochenta. La segunda edición de la misma fue lanzada por Playmates como parte de la serie ExoSquad/Robotech en 1994.